# هجوم سوقوقوشان
هجوم سوقوقوشان ، المعروفة أيضًا باسم معركة مداغيز (بالأذربيجانية: Madagiz döyüşü ؛ بالأرمينية: Մատաղիսի ճակատամարտ ، بالحروف اللاتينية: Mataghisi chakatamart) ، أو معركة سوغوفوشان (الأذربيجانية: Suqovuşan döyüşü) ، كانت من إحدى عمليات عسكرية شنتها أذربيجان ضد أرمينيا لتحرير مدينة فضولي التي أحتلتها أرمنيا في 23 أغسطس عام 1992. بدأ الهجوم في 28 سبتمبر، عندما تقدمت القوات الأذربيجانية نحو المواقع الأرمينية بالقرب من قرية طاليش المهجورة. نتيجة المعارك تم التحرير سوقوقوشان و قرى تاليش لمقاطعة ترتر من قبل الجيش الأذربيجاني في 3 أكتوير عام 2020 إثناء حرب مرتفعات قرة باغ 2020.

## الجدول الزمني
في 27 سبتمبر 2020 ، اندلعت الاشتباكات في منطقة مرتفعات قرة باغ المتنازع عليها ، والتي تسيطر عليها أرتساخ بحكم الأمر الواقع ، ولكنها بحكم القانون جزء من أذربيجان. تبع ذلك الهجوم هجوم آخر شنته القوات المسلحة الأذربيجانية في اتجاه طاليش و سوقوقوشان في اليوم التالي ، مع سيطرة القوات الأذربيجانية على "منطقة إستراتيجية عالية" حول طاليش.
في 29 سبتمبر ، ذكرت السلطات الأذربيجانية أن قواتها الجوية والبرية دمرت رتلًا مختلطًا من المركبات العسكرية الأرمينية المتجهة من سوقوقوشان، إلى جانب مدفعية. وذكروا أيضا أن القوات الأذربيجانية دمرت موقع أرمينيا بالقرب من طاليش. في 2 أكتوبر ، استولت القوات الأذربيجانية على المرتفعات المهيمنة حول سوقوقوشان وسيطرت عليها ، بحلول 3 أكتوبر ، استولت القوات الأذربيجانية على طاليش و سوقوقوشان ، بالإضافة إلى المواقع الاستراتيجية العالية. في 9 أكتوبر ، أصدرت السلطات الأذربيجانية لقطات مؤكدة من طاليش و سوقوقوشان.

## ما بعد الهجوم
في 3 أكتوبر ، تم تغيير اسم مدينة مداغيز المعروفة إلى سوقوقوشان بمرسوم من إلهام علييف ، رئيس أذربيجان. في 8 أكتوبر ، أطلقت السلطات الأذربيجانية المياه من خزان مداغيز ( سوقوقوشان حالياً ) ، الذي استولى عليه القوات الأرمينية في عام 1992 وتم تعليق عمله منذ ذلك الحين ، مما تسبب في مشاكل بيئية خطيرة في نهر تارتارشاي. نتيجة لتنظيم تصريف المياه من الخزان ، تم ضمان إمدادات المياه لمقاطعة تارتار وغورانبوي و يفلاخ ، فضلاً عن التوازن البيئي.
توفي العقيد الأذربيجاني باباك صاميدلي ، نائب قائد الفيلق الأول ، إثر انفجار لغم أرضي في 23 نوفمبر ، خلال عملية بحث بعد الهدنة عن جثث الجنود المفقودين في مداغيز.